# Batalla de Soissons (1918)
La batalla de Soissons (también conocida como la batalla de Soissonnais y del Ourcq (en francés: Bataille du Soissonnais et de L'Ourcq) fue una batalla que sucedió durante la Primera Guerra Mundial, desde el 18 al 22 de julio de 1918, entre el Ejército francés (con asistencia americana y británica) y los ejércitos alemanes.
Ferdinand Foch, comandante supremo aliado, lanzó una ofensiva el 18 de julio con 24 divisiones francesas, 2 británicas y 2 americanas (bajo mando francés), apoyadas por 478 tanques trataron de eliminar un saliente que amenazaba París.
La batalla finalizó con los franceses recapturando la mayoría del territorio perdido en la ofensiva alemana de mayo de 1918.
Adolf Hitler, futuro canciller de la Alemania nazi, recibió la Cruz de Hierro de Primera Clase en Soissons el 4 de agosto de 1918.